# Джузепе Акуаро
Джузепе Акуаро е италиански футболист, защитник, и бивш състезател на ПФК ЦСКА (София).

## Кариерa
Акуаро е роден на 21 май 1983 година. Започва кариерата си в италианския тим УС Фоджа, за който обаче изиграва само една среща.
Следва трансфер в Мелфи, където Акуаро отново записва само един двубой. Така той решава да играе за Белинзона, където за три сезона записва 55 мача и 4 попадения.
Следва един сезон във Вадуц и два в Аарау преди защитникът да бъде привлечен в ЦСКА. През 2010 Джузепе Акуаро играе в Лига Европа с екипа на ЦСКА, където в трети предварителен кръг записва 2 мача и 0 попадения, в пейофите има 2 мача и 2 попадения а в груповата фаза има 5 мача и 0 гола.